# Самусенки
Самусенки (рос. Самусенки) — присілок Велізького району Смоленської області Росії. Входить до складу Погорєльського сільського поселення.
Населення — 4 особи (2007 рік). 